# AVPR2
El receptor de vasopresina 2 (V2R) o receptor de arginina vasopresina 2 (oficialmente llamado AVPR2) es una proteína que actúa como receptor de la hormona peptídica vasopresina. AVPR2 pertenece a la subfamilia de receptores acoplados a proteína G. Su actividad está mediada por las proteínas G, específicamente Gs, la cual estimula la producción de AMP cíclico mediante la adenilato ciclasa.
Este receptor esta codificado por el gen AVPR2, el cual se expresa en el túbulo renal, predominantemente en la membrana de las células del asa ascendente gruesa de Henle, el túbulo contorneado distal y los ductos colectores.
En el riñón, el papel principal de AVPR2 es responder a la vasopresina, también conocida como hormona antidiurética, estimulando mecanismos que concentran la orina y mantienen la homeostasis del agua en el organismo. Cuando se pierde la función de AVPR2, se produce la enfermedad diabetes insípida nefrogénica (NDI).

## Antagonistas
Los antagonistas del receptor de vasopresina que son selectivos para el receptor V2 incluyen:
- Tolvaptán (aprobado por la FDA)
- Lixivaptán
- Mozavaptán
- Satavaptán

Sus principales usos en la clínica son en la hiponatremia, como la causada por el síndrome de secreción inadecuada de hormona antidiurética (SIADH) y en la insuficiencia cardíaca, sin embargo estos agentes deben evitarse en pacientes con cirrosis. 

## Lectura adicional
- Datos: Q14890035